# 釜山镇站 (韩国铁道公社)
釜山镇站（：／ Busanjin yeok */?）是位于韩国釜山东区佐川洞的一个车站，属于京釜线、东海线和牛岩线。

## 历史
- 1905年1月1日 - 与京釜线同时落成使用。
- 1979年10月1日 - 新站舍竣工。
- 2005年4月1日 - 车站停止办理客运。

## 车站周边
- 东区厅
- 水晶初等学校
- 庆南女子高等学校
- 庆南女子中学
- 釜山地铁1号线釜山镇站

## 相鄰車站
韓國鐵道公社
京釜線
沙上－釜山鎮－釜山
東海線
釜山鎮－凡一
牛岩線
釜山鎮－牛岩